# Okręg pomorski Kościoła Adwentystów Dnia Siódmego w RP
Okręg pomorski – jeden z sześciu okręgów diecezji zachodniej Kościoła Adwentystów Dnia Siódmego w RP. Terytorialnie obejmuje zbory i grupy znajdujące się w granicach województwa pomorskiego oraz powiatu elbląskiego i miasta Elbląg z województwa warmińsko-mazurskiego. Siedziba okręgu znajduje się we Gdańsku.
Aktualnie do okręgu pomorskiego należy 4 zborów, 3 grupy i 3 stacje duszpasterskie.
Seniorem okręgu pomorskiego jest pastor Jacek Igła ze zboru w Gdańsku. 

## Zbory
| Miejscowość | Jednostka         | Pastor            | Starszy zboru     |
| Chojnice    | zbór w Chojnicach | pastor Jacek Igła | Janusz Danek      |
| Elbląg      | zbór w Elblągu    | pastor Jacek Igła | Paweł Gołębiewski |
| Gdańsk      | zbór w Gdańsku    | pastor Jacek Igła | Władysław Hatała  |
| Gdynia      | zbór w Gdyni      | pastor Jacek Igła | Wiesław Klebba    |

## Grupy
| Miejscowość     | Jednostka                 | Pastor            | Starszy zboru        |
| Kartuzy         | grupa w Kartuzach         | pastor Jacek Igła | Piotr Szulta         |
| Pruszcz Gdański | grupa w Pruszczu Gdańskim | pastor Jacek Igła | Robert Minda         |
| Sierakowice     | grupa w Sierakowicach     | pastor Jacek Igła | Eugeniusz Bojanowski |
| Lębork          | grupa w Lęborku           | pastor Jacek Igła |                      |

## Stacje duszpasterskie
Dojazdowe stacje duszpasterskie, w których nabożeństwa odbywają się nieregularnie (raz lub kilka razy w miesiącu) według ogłoszenia, obejmują następujące miejscowości:
- Bytonia,
- Ustka.